# ميغيل باروسو
ميغيل باروسو (بالإسبانية: Miguel Barroso)‏ هو رسام ومهندس معماري إسباني، ولد في 1538 في الكزار دي سان خوان في إسبانيا، وتوفي في 1590 في إليسكوريال في إسبانيا.